# Premier ministre du Royaume-Uni
Pour les articles homonymes, voir Premier ministre.
Le Premier ministre du Royaume-Uni de Grande-Bretagne et d'Irlande du Nord (en anglais : Prime Minister of the United Kingdom of Great Britain and Northern Ireland) est le chef du gouvernement du Royaume-Uni, de fait à la tête du pouvoir exécutif.
Le Premier ministre est nommé par le monarque qui choisit le chef de parti susceptible de profiter de la confiance de la Chambre des communes. Le Premier ministre choisit les autres membres du cabinet et du gouvernement et ils sont, collectivement, responsables devant le Parlement. La création de la fonction de Premier ministre au Royaume-Uni résulte d'une évolution du régime vers le parlementarisme et résulte aussi de la transmission progressive du pouvoir politique du monarque vers le Parlement. Robert Walpole, à la tête du gouvernement de 1721 à 1742, est considéré comme le premier titulaire réel du poste de premier ministre.
Le 5 juillet 2024, après la victoire du Parti travailliste aux élections législatives, Rishi Sunak remet sa démission au roi Charles III. Le roi a ainsi nommé Keir Starmer comme successeur.

## Nomination et pouvoir
Du fait de la nature de la Constitution du Royaume-Uni, composée d'une multitude de lois ordinaires et de conventions, la fonction et les pouvoirs du Premier ministre ne sont pas définis par un texte précis mais découlent d'une évolution historique. Les relations du Premier ministre avec le monarque, le Parlement et le cabinet sont définies par des conventions constitutionnelles non écrites.
Ainsi, le monarque choisit comme Premier ministre le chef du parti politique ou de la coalition qui dispose de la confiance de la Chambre des communes, qui est la chambre basse du Parlement. Avant 1902, le premier ministre pouvait être membre de la Chambre des lords mais, depuis, tous ont été choisis parmi les députés de la Chambre des communes. Lorsqu'un nouveau premier ministre entre en fonction — que ce soit à la suite d'un changement de majorité après des élections ou parce que le Premier ministre en poste démissionne — le premier ministre sortant se rend au palais royal où séjourne le souverain, en général au palais de Buckingham pour remettre sa démission au roi. Le futur premier ministre se rend ensuite au palais où le monarque lui demande de former un nouveau gouvernement. Avant de pénétrer dans les locaux du 10 Downing Street, le désormais « nouveau premier ministre » annonce que « Sa Majesté le roi [ou la reine] m'a demandé de former un gouvernement, et j'ai accepté ».
Le Premier ministre choisi et le monarque nomment les ministres du gouvernement dont les plus importants siègent au cabinet, l'organe de décision collective du pouvoir exécutif.
Le Premier ministre oriente et coordonne les politiques et l'action des secrétaires d'État — qui sont à la tête des différents départements exécutifs du gouvernement — et des hauts fonctionnaires.
Le monarque demeure le chef d'État mais l'essentiel de ses prérogatives est exercé par les ministres. Lorsqu'il exerce ses fonctions telles que les nominations à des postes judiciaires, politiques, dans la fonction publique ou l'Église d'Angleterre, l'attribution de pairies, ordres ou décorations, etc. il n'agit que sur le conseil du premier ministre.
À la Chambre des communes, le premier ministre coordonne le processus législatif avec l'aide du leader de la Chambre et des whips afin de faire adopter le programme de son gouvernement.

## Historique

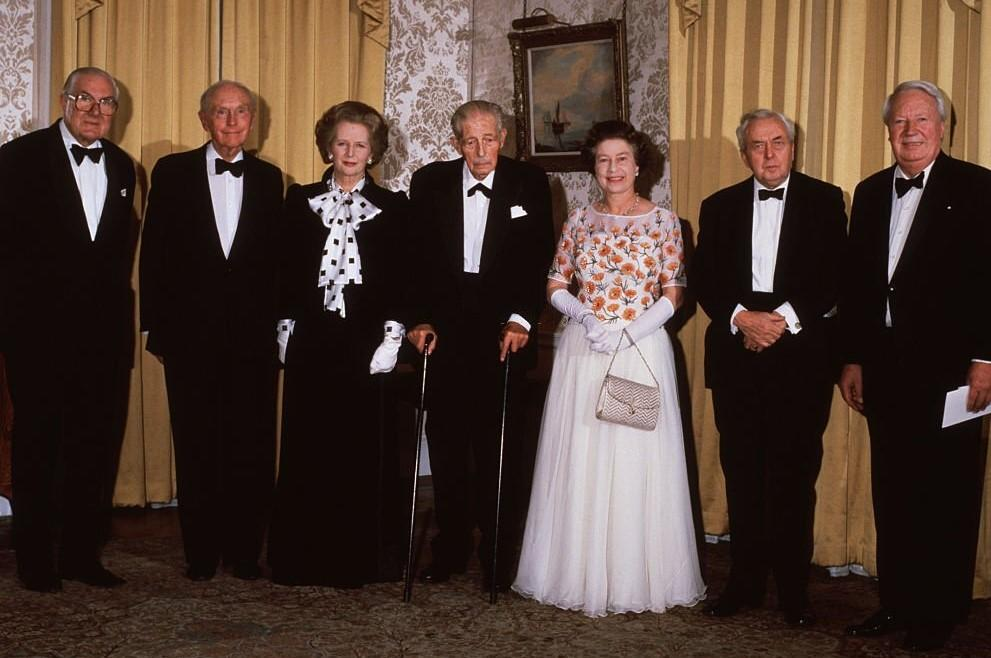
La reine Élisabeth II le 4 décembre 1985 au numéro 10 Downing Street avec son Premier ministre et tous ses anciens Premiers ministres encore en vie au temps : James Callaghan, Alec Douglas-Home, Margaret Thatcher, Harold Macmillan, Harold Wilson et Edward Heath.

La fonction de Premier ministre au sens moderne apparaît au XVIIIe siècle, avec Sir Robert Walpole en 1721. Mais son rôle n'est à l'époque pas encore celui d'aujourd'hui : il n'est alors que le primus inter pares et sa fonction est principalement d'assurer la coordination des autres ministres.
Le terme de « Premier ministre » (en anglais : Prime Minister) est probablement d'origine française, Richelieu le portait déjà au XVIIe siècle. Walpole portait le titre de premier lord du Trésor (First Lord of the Treasury) comme la quasi-totalité de ses successeurs jusqu'à aujourd'hui. Sous le règne de George Ier, le Cabinet prend l'habitude de se réunir sous la présidence du premier ministre, car le souverain ne parlait pas l'anglais et s'intéressait beaucoup plus à son Électorat de Hanovre qu'au royaume de Grande-Bretagne. Benjamin Disraeli est le premier à utiliser son titre de premier ministre en signant le traité de Berlin (1878). En 1905, une loi sur le protocole le cite et le place juste après l'archevêque d'York dans l'ordre de préséance.
C'est sous le règne de Victoria — le plus long de l'histoire du Royaume-Uni après celui d'Élisabeth II, de 1837 à 1901 — que le Premier ministre gagne en importance vis-à-vis du monarque, celui-ci conservant essentiellement comme droit celui d'être consulté, de conseiller et d'avertir. On peut situer au début du XXe siècle le moment où le chef du gouvernement devient le détenteur réel du pouvoir exécutif. En 1905, Henry Campbell-Bannerman est le premier à porter officiellement le titre de « premier ministre ».
Dans les années 1960, un ouvrage de science politique intitulé Le Monarque élu (The Elected Monarch) est publié et compare la fonction de Premier ministre à celle d'un président dans un régime présidentiel. Margaret Thatcher en 1982, pour la guerre des Malouines et Tony Blair en 2003, pour la guerre d'Irak ont largement décidé seuls, même s'ils avaient le soutien quasi unanime du Parlement.

## Résidence
Le Premier ministre britannique réside au 10 Downing Street, rue située dans la cité de Westminster au cœur de Londres.
Cette résidence avait été offerte par le roi George II à Sir Robert Walpole en tant que « First Lord of the Treasury » en remerciement de ses services rendus au Royaume. Elle est depuis passée de main en main à tous ceux qui ont exercé cette fonction, rattachée à celle de premier ministre.
Le chef du gouvernement a également à sa disposition la maison de campagne de Chequers située au pied des Chilterns, dans le Buckinghamshire.
À côté du no 10, au no 11 de Downing Street réside le chancelier de l'Échiquier, ministre chargé des Finances et du Trésor.

## Privilèges
Dans l'ordre de préséance, le Premier ministre dépasse tous les autres dignitaires britanniques à l'exception des membres de la famille royale, du lord grand chancelier et de deux figures ecclésiastiques majeures, l'archevêque de Cantorbéry et l'archevêque d'York.
Il reçoit un salaire de 157 372 livres sterling, en combinant son salaire de Premier ministre (75 440 £ net par an) ainsi que son salaire de membre du Parlement (65 737 £).
Le Premier ministre est habituellement un membre du Conseil privé de Sa Majesté, et a donc droit à l'appellation de Très honorable (The Right Honourable). D'après les conventions constitutionnelles britanniques, seul un conseiller privé (Privy Counsellor) peut devenir premier ministre, le principal organe exécutif (le Cabinet présidé par le premier ministre) étant en fait formellement un comité du Conseil privé de Sa Majesté (la seule personne non membre du Conseil privé à avoir été choisie pour être premier ministre, Ramsay MacDonald en 1924, a été faite membre du Conseil privé immédiatement avant sa nomination en tant que premier ministre pour satisfaire cette obligation).
À la fin de ses fonctions, il est courant que le souverain accorde des honneurs au Premier ministre sortant. Il s'agit souvent de le faire membre du plus important ordre de chevalerie britannique, l'ordre de la Jarretière (Order of the Garter). La tradition de les faire « chevalier » (ou « dame » pour le cas de Margaret Thatcher) remonte au milieu du XIXe siècle. Lorsque le Premier ministre sortant est d'origine écossaise, il est fait membre de l'ordre du Chardon (Order of the Thistle), celui de la Jarretière étant généralement considéré comme un ordre anglais.
Il est également fréquent que les Premiers ministres se voient attribuer un titre de pair après leur mandat de membre du Parlement (MP) à la Chambre des communes, ce qui leur accorde le droit de siéger à la Chambre des lords. Avant les années 1960, ils recevaient généralement le titre de comte (Earl) — Winston Churchill a refusé celui de duc (Duke). Depuis, ils reçoivent un titre de pair à vie (life peerage), à l'exception de Harold Macmillan en 1984 qui a reçu le titre de comte de Stockton (Earl of Stockton). Certains Premiers ministres n'ont cependant pas accepté de titre de noblesse (comme Edward Heath, John Major et Tony Blair), ou encore comme Gordon Brown et Theresa May, qui ont choisi de reprendre leur siège de simple député à la Chambre des communes après les élections générales de 2010 et de celles de 2019, respectivement).

## Anciens Premiers ministres encore en vie
À ce jour, il y a huit anciens Premiers ministres du Royaume-Uni encore vivants, un record dans l'histoire politique britannique.

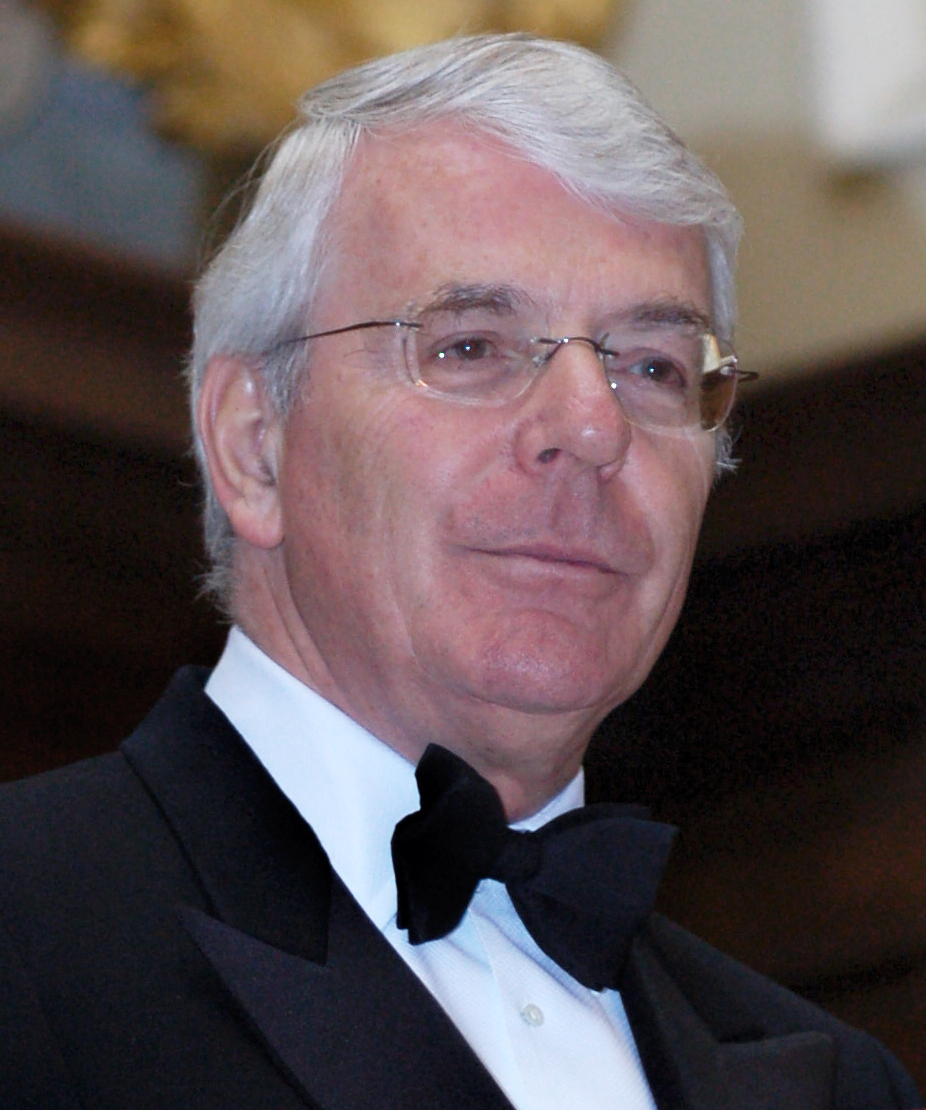
John Major, né le 29 mars 1943 (82 ans), Premier ministre de 1990 à 1997.
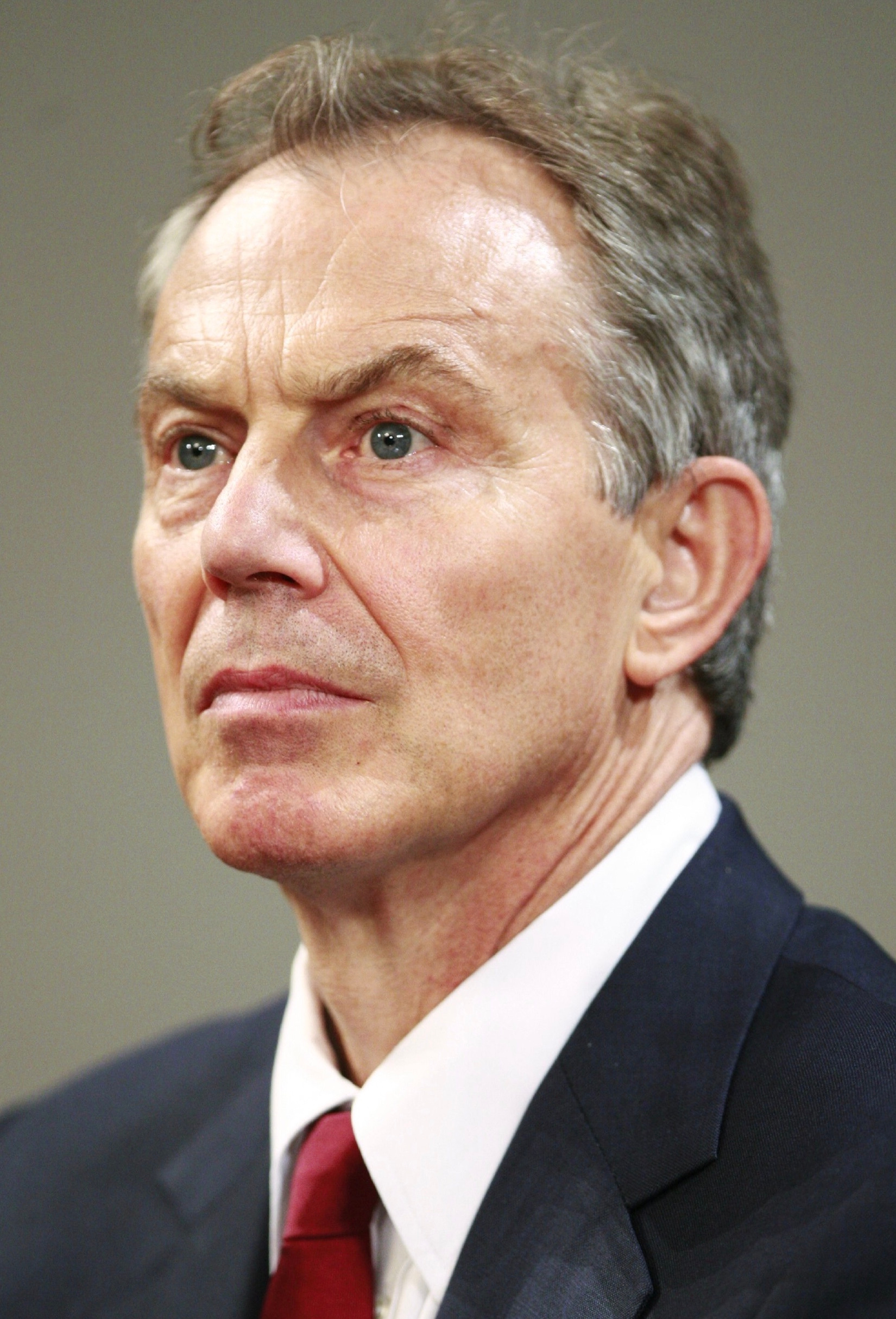
Tony Blair, né le 6 mai 1953 (72 ans), Premier ministre de 1997 à 2007.
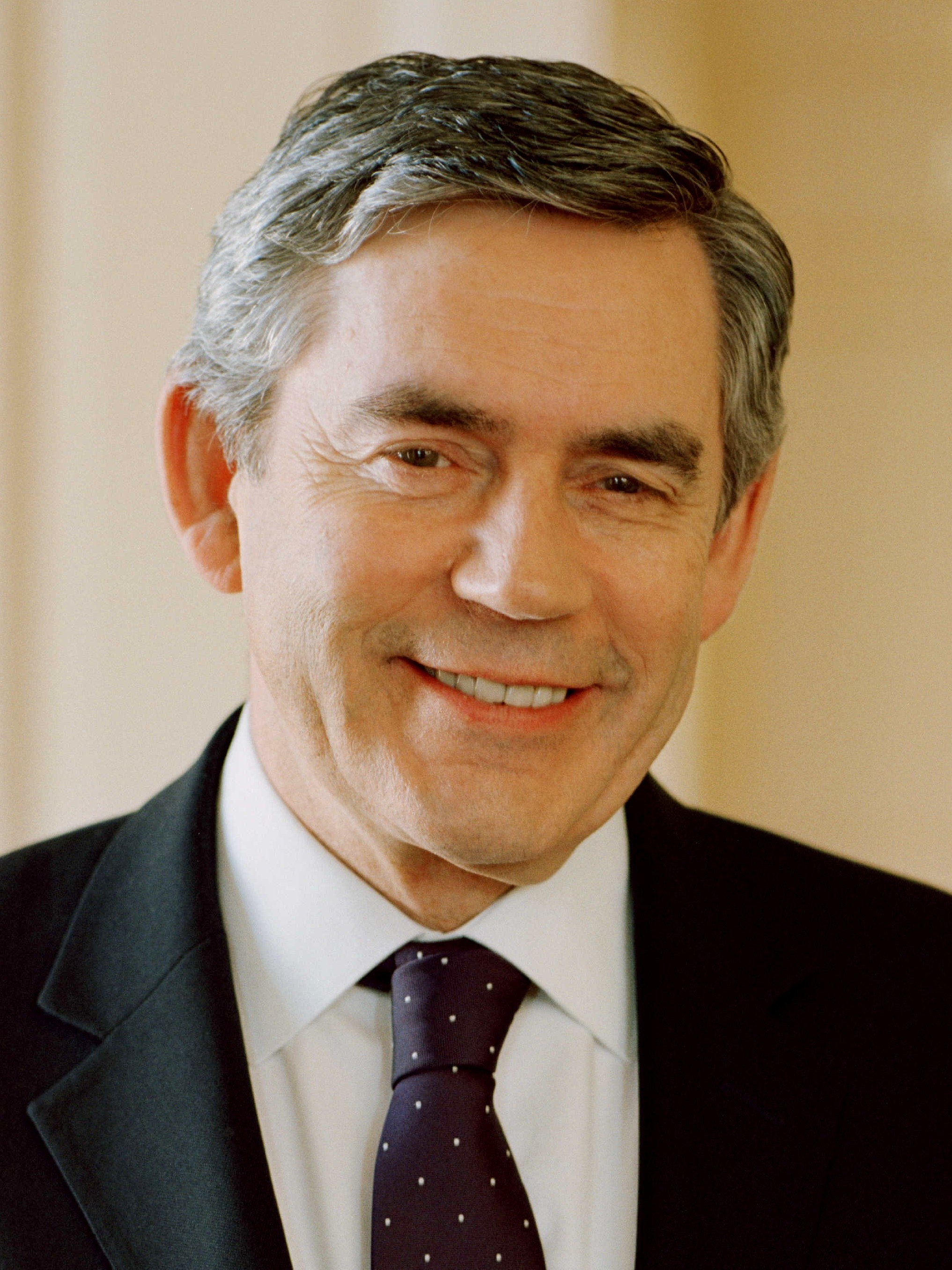
Gordon Brown, né le 20 février 1951 (74 ans), Premier ministre de 2007 à 2010.
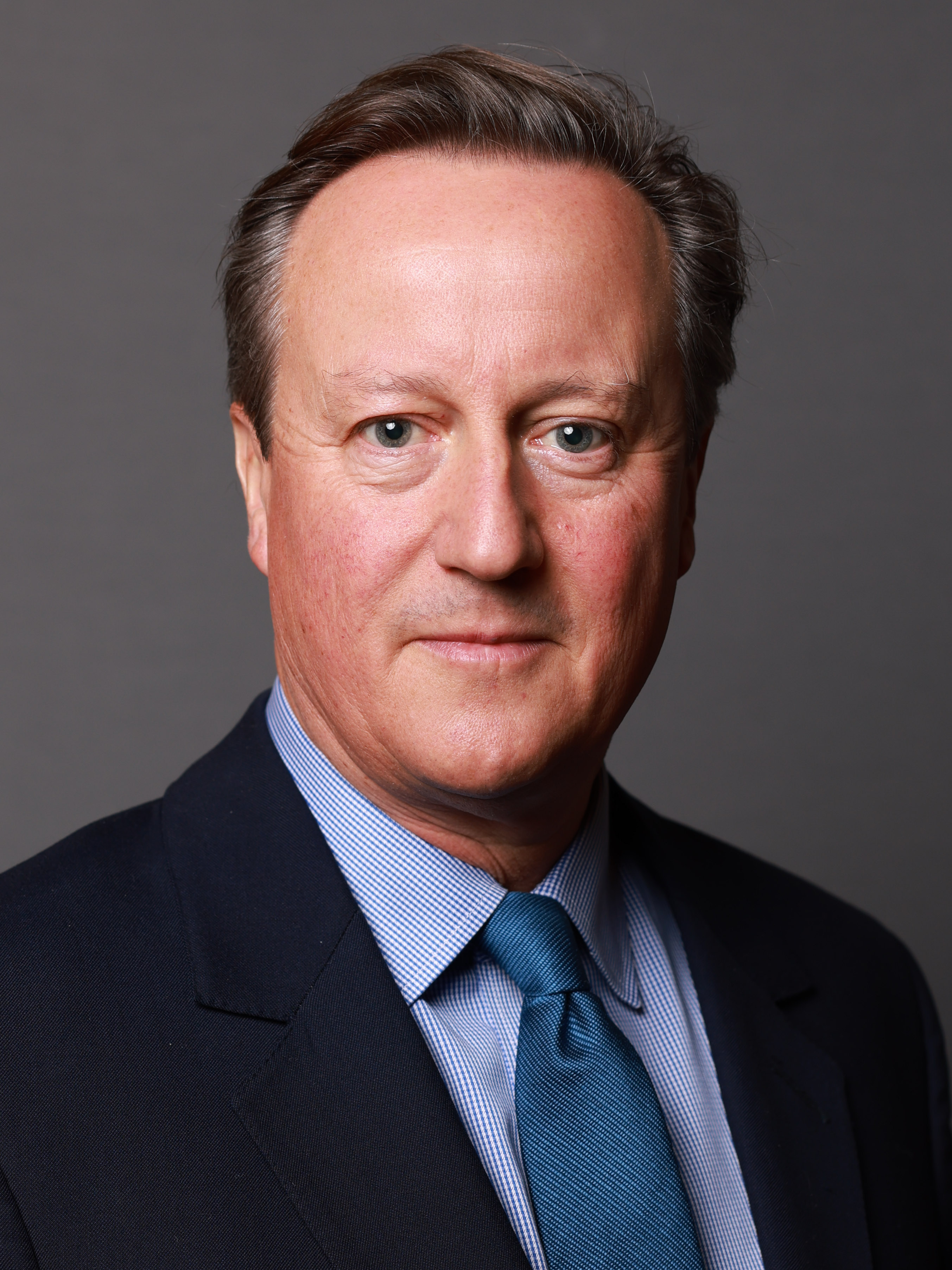
David Cameron, né le 9 octobre 1966 (58 ans), Premier ministre de 2010 à 2016.
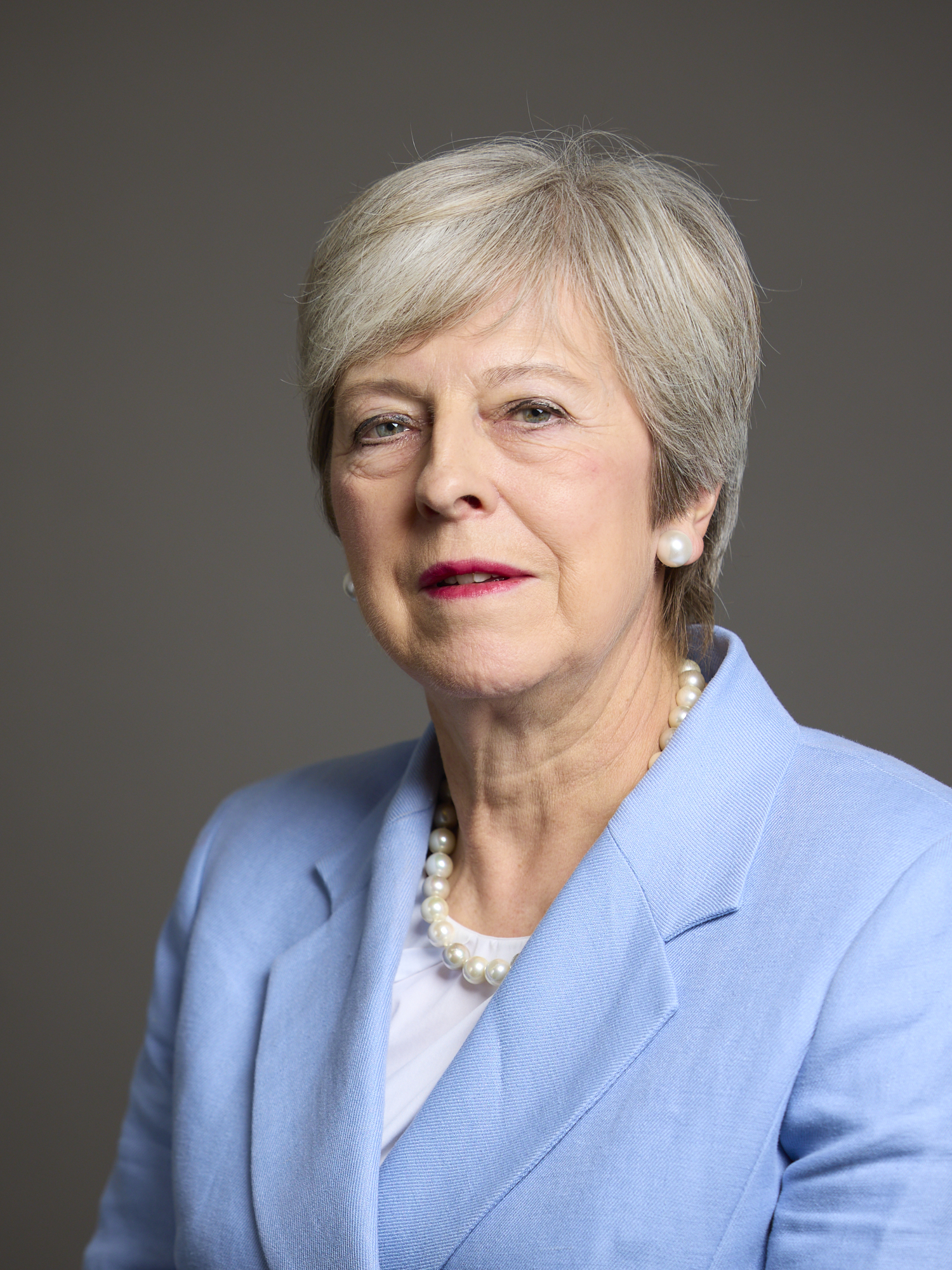
Theresa May, née le 1er octobre 1956 (68 ans), Première ministre de 2016 à 2019.
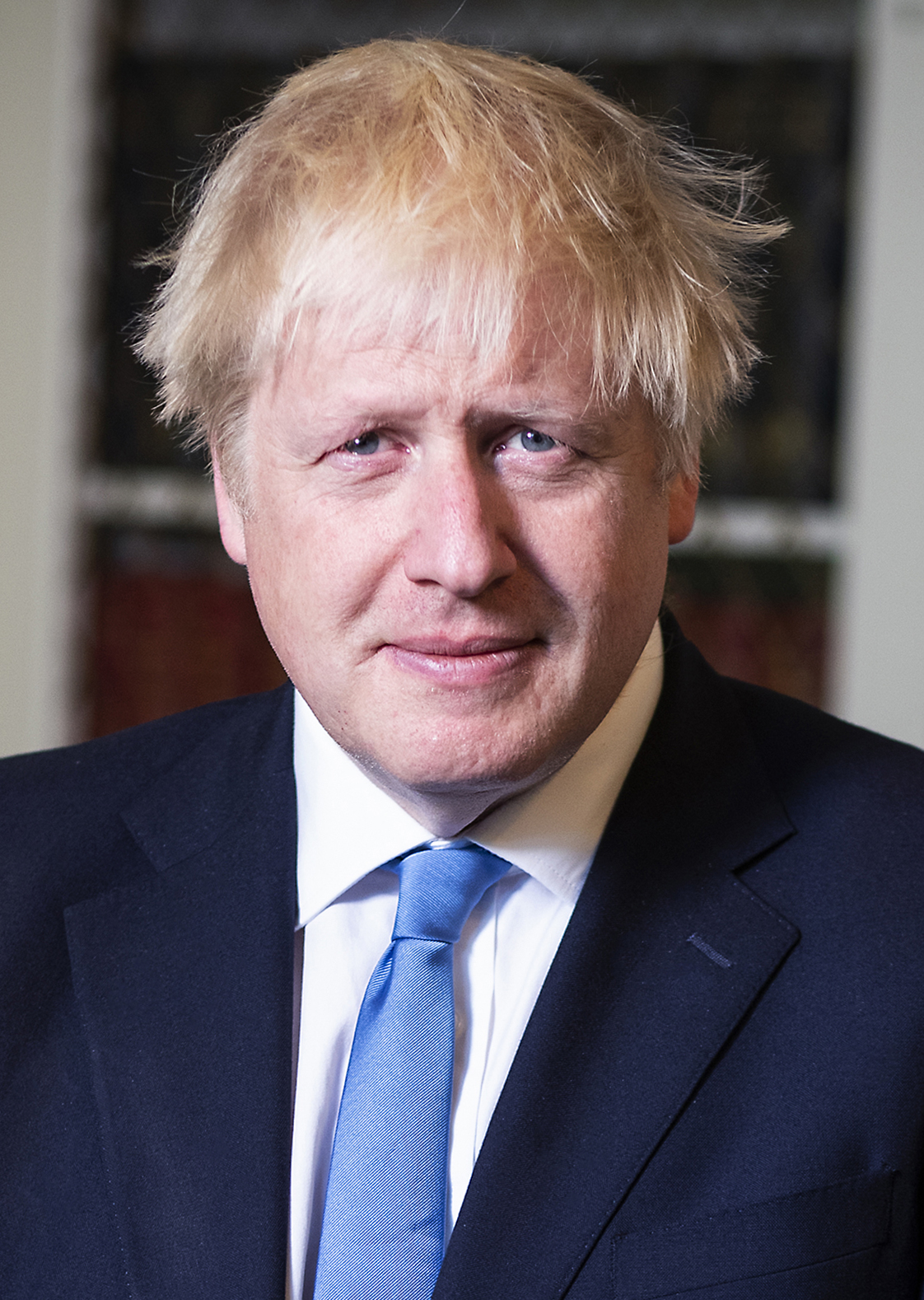
Boris Johnson, né le 19 juin 1964 (61 ans), Premier ministre de 2019 à 2022.
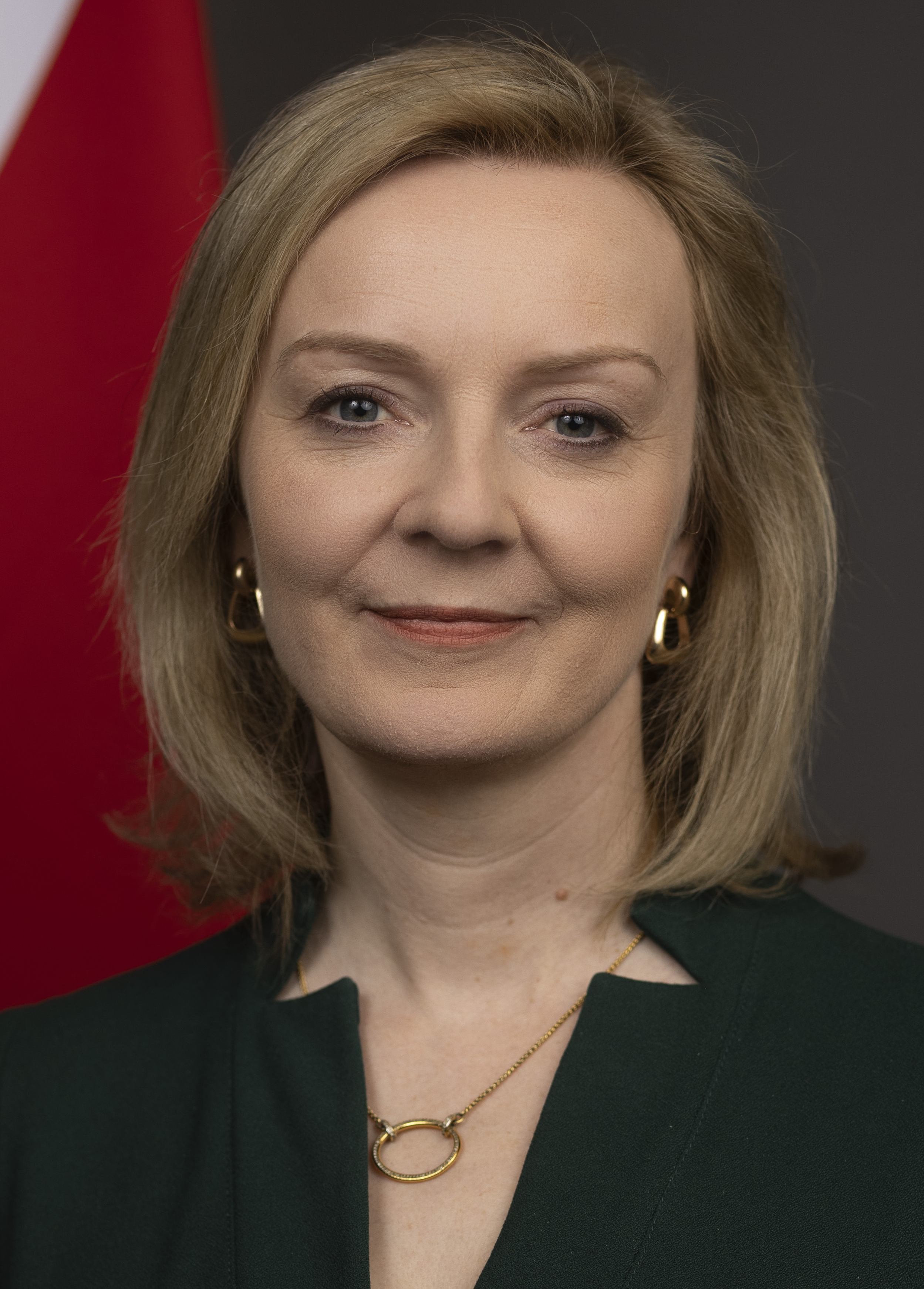
Liz Truss, née le 26 juillet 1975 (50 ans), Première ministre en 2022.
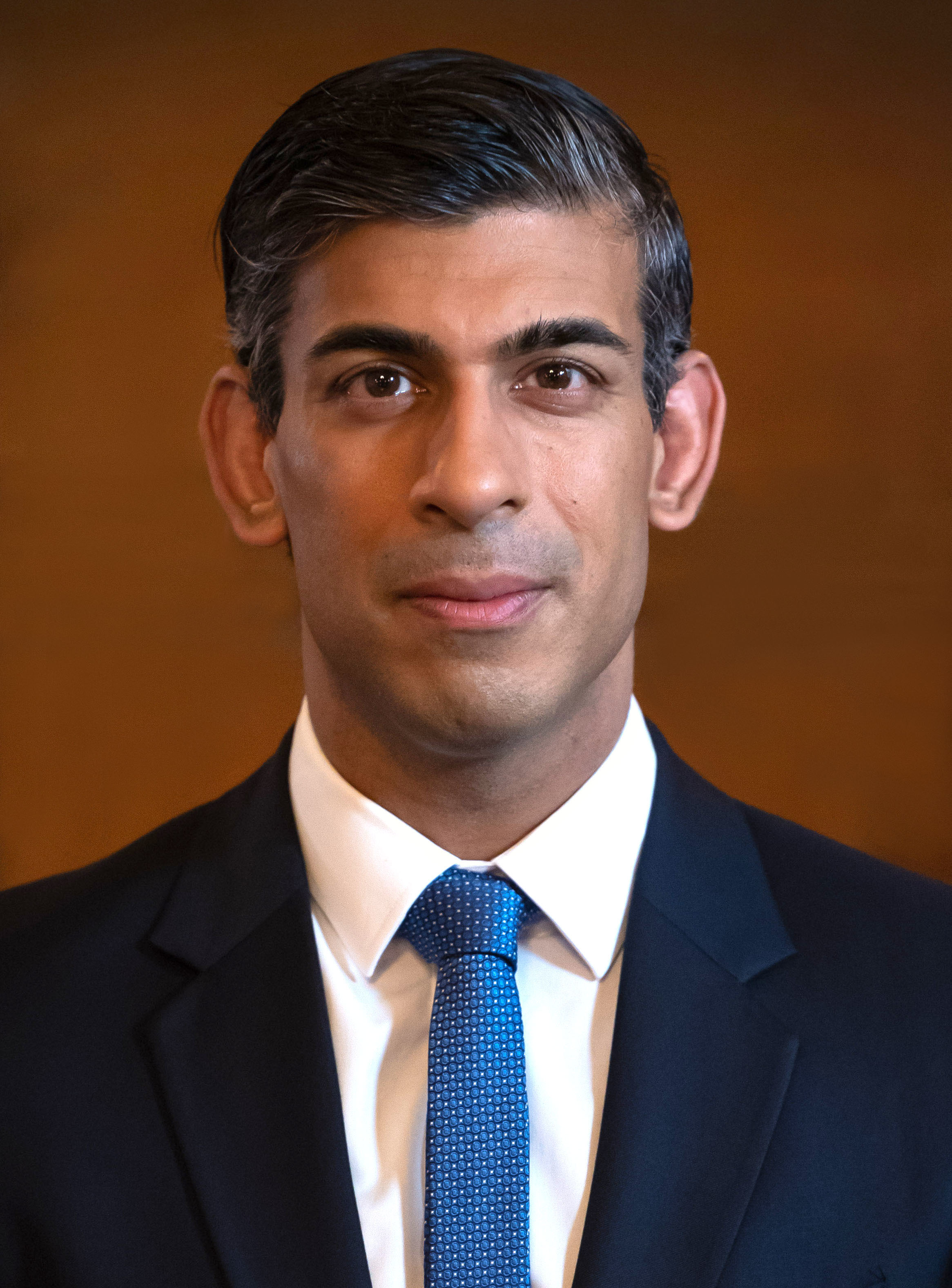
Rishi Sunak, né le 12 mai 1980 (45 ans), Premier ministre de 2022 à 2024.

## Dans la fiction
- Dans la série télévisée House of Cards (1990), Henry Collingridge (joué par David Lyon) est le Premier ministre britannique.
- Dans le film Love Actually (2003), David (joué par Hugh Grant) est le Premier ministre britannique.
- Dans le film La Chute de Londres (2016), Leighton Clarkson (joué par Clarkson Guy Williams) est le Premier ministre britannique.
- Dans la série de livres Harry Potter écrits par J.K. Rowling, on apprend que chaque Premier ministre britannique a connaissance du monde magique et peut rencontrer le ministre de la Magie lorsque ce dernier s'annonce via le portrait d'Ulick Gamp (tout premier ministre de la Magie) qui est affiché dans la demeure du Premier ministre au 10, Downing Street.
- Harriet Jones (jouée par Penelope Wilton) est Premier ministre dans plusieurs saisons de la série Doctor Who.
- Dans la série The Crown, le rôle d'un premier ministre y est joué dans chaque saison, (Clement Attlee, Sir Winston Churchill, Anthony Eden, Harold Macmillan, Edward Heath, Harold Wilson, Margaret Thatcher, John Major et Tony Blair).
- Dans la série télévisée Designated Survivor, la Première ministre britannique est une jeune femme d’origine indienne.
- Dans la série télévisée The Royals, Rani, femme d’origine indienne, devient Première ministre.